# Halden
Halden, coneguda com a Frederikshald entre el 1665 i el 1928, és un municipi situat al comtat de Viken, Noruega. Té 30.544 habitants (2016) i té una superfície de 642 km². El centre administratiu del municipi és el poble homònim.
Limita amb el municipi de Sarpsborg al nord-oest, amb Rakkestad al nord i amb Aremark a l'est, així com amb els municipis suecs de Strömstad, Tanum i Dals-Ed, respectivament, al sud-oest, al sud i al sud-est.
El municipi se situa a la desembocadura del riu Tista a l'Iddefjord, l'encreuament de la frontera sud entre Noruega i Suècia. La ciutat d'Halden es troba a uns 120 km al sud d'Oslo, a 190 km al nord de Göteborg, i a 12 km a l'est de l'encreuament de la frontera, a Svinesund.

## Etimologia
El nom de la ciutat prové d'una petita granja anomenada Hallen (la forma finita de hall que significa «pendent»). Va ser esmentada per primera vegada el 1629, en la forma danesa idèntica Halden. Quan el llogaret es va convertir en una vila el 1665, se li va afegir el nom del rei dano-noruec Frederic III i es va convertir en Frederikshald. El nom de la ciutat, però, va ser canviat novament a Halden el 1928. Recentment s'han fet alguns debats sobre la possibilitat de retornar-li el nom de Frederkshald, però cap no ha prosperat.

## Història

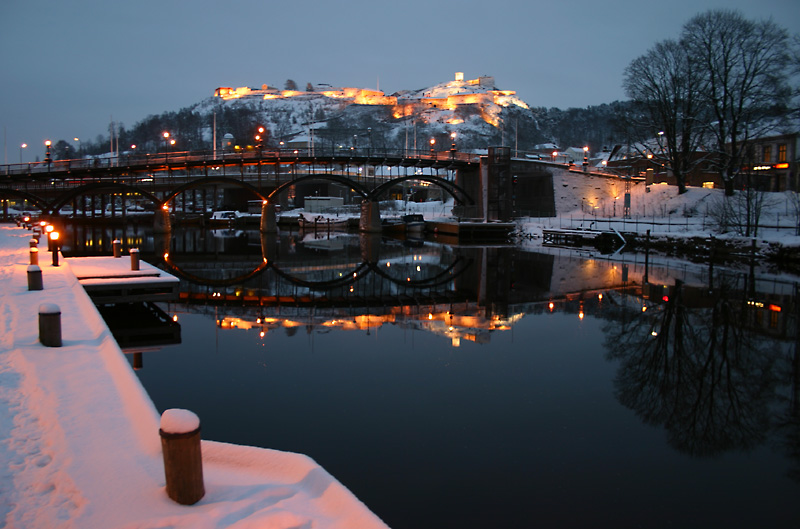
Fortalesa d'Halden.

Halden està localitzat a l'Iddefjord, al delta del riu Tista. El fiord representa la frontera més austral entre Noruega i Suècia. Evidència d'antics assentaments humans en aquesta regió de Noruega han estat trobats, particularment en l'àrea de Svinesund on es poden veure petroglifs de l'Edat del Bronze Escandinava.
A causa de la proximitat de la frontera amb Suècia es va construir el fort de Fredriksten al segle xvii. Aquest fort va reemplaçar l'antic fort noruec de Bohus, que va ser perdut en el Tractat de Roskilde el 1658, quan el comtat de Wikén o de Bohuslän, va ser cedit a Suècia. El 1718, la campanya sueca contra Noruega durant la Gran Guerra del Nord va acabar a Fredriksten quan el rei Carles XII va ser mort mentre intentava conquerir el fort.

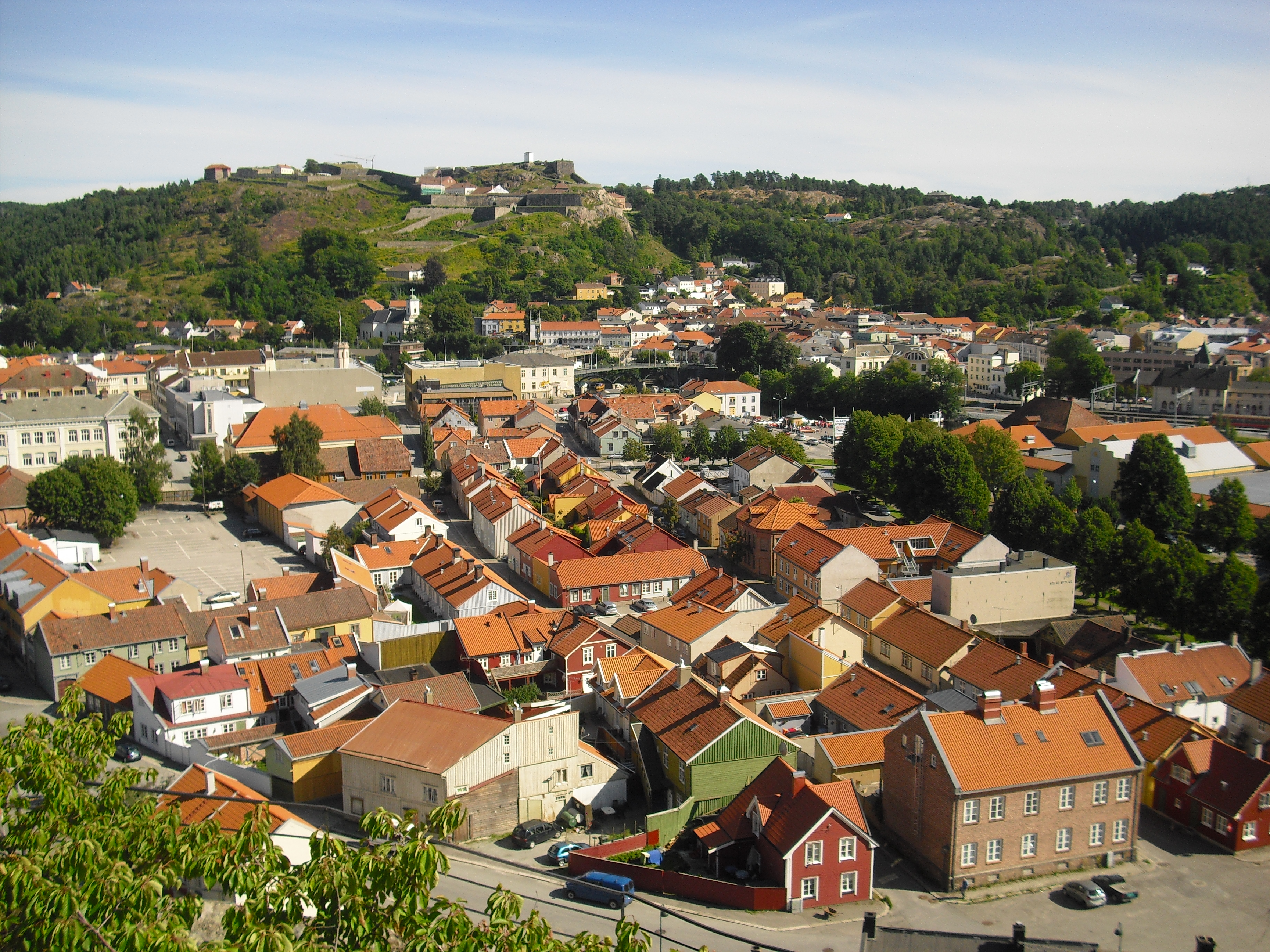
El poble des de la fortalesa.

Encara que Fredriksten fos ocupat per les forces nazis a la Segona Guerra Mundial, aquest mai va ser capturat per la força per cap exèrcit invasor. Els suecs van intentar envair Halden sis vegades entre el 1658 i 1814, fracassant en totes elles.
Halden és l'única ciutat esmentada en l'himne nacional noruec (juntament amb Roma), referint-se als habitants cremant les seves pròpies cases per evitar que fossin preses pels invasors suecs durant l'atac del rei Carles XII el 4 de juliol de 1716. Des del 2007 Halden és governada per una coalició entre el Partit Laborista, el Partit Socialista d'Esquerra i el Partit Demòcrata Cristià.

### Escut d'armes
L'escut d'armes de Halden data del 1665. L'escut mostra un cavaller groc parat en una muntanya sobre un fons blau. La frase Gud med oss vol dir "Déu amb nosaltres". Va ser inspirada en la Guerra Dano-Sueca entre el 1658 i el 1660, i la valentia dels habitants de la ciutat.

## Economia
El lema de la ciutat és Halden, ET-og Miljøbyen (Halden, IT i la Ciutat del Medi Ambient). Entre les dècades del 1960 i del 1980 Halden va tenir alts nivells de contaminació industrial, en part originada per la Norske Skog Saugbrugs, una fàbrica de paper. Com a resultat de projectes iniciats tant per la fàbrica com per les autoritats, els contaminats fiords i rius de Halden s'han netejat i la ciutat va ser anomenada Ciutat Noruega del Medi Ambient el 1996.
La ciutat és llar d'un gran nombre de companyies de tecnologies de la informació i la comunicació. El 1960 l'ordinador central més gran d'aquesta època a Noruega estava situat a Halden. També a Halden està ubicat un dels dos reactors nuclears de Noruega. El reactor és operat pel Institutt for energiteknikk, un dels majors ocupadors de la localitat. Aquesta és la major facilitat operada per l'Organització per a la Cooperació i el Desenvolupament Econòmic. El projecte del reactor de Halden de l'OCDE (establert el 1958) és un dels projectes d'investigació i cooperació més grans del món amb 20 països participants (2005).
Amb la seva rica història i el fort de Frederiksten dominant el paisatge, el turisme és també una important indústria per a la ciutat. Aquest fort és un dels llocs turístics més visitats de Noruega, amb més d'un quart de milió de visitants a l'any. Altres atraccions són el sistema de canals, la mansió Rod i els ponts de Svinesund.

## Ciutats agermanades
Halden manté una relació d'agermanament amb les següents localitats:
- - Ringsted, Selàndia, Dinamarca
- - Skövde, Västra Götaland, Suècia
- - Vammala, Finlàndia Oriental, Finlàndia